# Retour à Marseille
Pour plus de détails, voir Fiche technique et Distribution.
Retour à Marseille est un film franco-allemand réalisé par René Allio et sorti en 1980.

## Synopsis
Michel, la soixantaine, revient à Marseille pour assister aux obsèques de sa tante. Originaire d’Italie, c’est là-bas qu’il a réussi professionnellement et il est heureux de retrouver sa famille dont il force l’admiration. En sortant de l’église, on a volé la voiture de Michel et il apprend que c’est son jeune neveu, dit le « minot », qui est l’auteur du délit. Sans avertir la police, Michel part à la recherche du minot et de sa voiture. Plus que sa voiture, il souhaite surtout récupérer le porte-documents qu’il y a laissé et qui contient bon nombre de fausses factures compromettantes…

## Fiche technique
- Titre original : Retour à Marseille
- Titre allemand : Rückkehr nach Marseille
- Réalisation : René Allio
- Scénario : René Allio avec la collaboration de Janine Peyre d'après une idée originale de René Allio
- Assistants à la réalisation : Xavier Castano, François Vantrou
- Décors : Christine Laurent
- Costumes : Christine Laurent
- Photographie : Renato Berta
- Son : Pierre Gamet, Alain Lachassagne
- Montage : Sylvie Blanc-Moat
- Musique : Lucien Bertolina, Georges Bœuf
- Producteurs exécutifs : Yves Gasser, Klaus Hellwig, Yves Peyrot
- Directeur de production : Bernard Lorain
- Sociétés de production : Action Films (France), FR3, Janus Film Produktion (Allemagne)
- Sociétés de distribution : Gaumont (France), Jupiter Communications (étranger)
- Pays d’origine :  France,  Allemagne de l'Ouest
- Langue originale : français
- Format : 35 mm — couleur (Eastmancolor) — 1,66:1 — son monophonique
- Genre : drame
- Durée : 117 minutes
- Date de sortie :
  - France : 10 septembre 1980
- (fr) Classifications CNC : tous publics, Art et Essai (visa d'exploitation no 50293 délivré le 26 mars 1980)
- Affiche : René Ferracci (France)

## Distribution
- Raf Vallone : Michel
- Andréa Ferréol : Cécé
- Jean Maurel : Charles
- Gilberte Rivet : Gilberte
- Paul Allio : le minot[1]
- Gilda Albertoni : Lucienne
- Ariane Ascaride : Lydie
- Philippe Caubère : Monsieur André
- Armand Meffre : l'officier de renseignements du port
- Alexandre Fabre : policier
- Olivier Perrier : le chef de la brigade d'intervention

## Production

### Tournage
Extérieurs : Marseille.

### Musique
« Je n’ignorais pas l’existence de GMEN, ni ses recherches, ni le talent de ses membres, puisque j’avais entendu certaines de leurs productions.
Mais j’ai rencontré Lucien Bertolina, et réalisé que personne ne m’avait parlé comme lui du son, des sons vrais, de ce que c’est que les enregistrer, d’y travailler.
Tout est parti de là. Nous faisions ensemble un travail d’enquête dans un milieu qu’il connaît bien et deux autres rencontres se sont ensuivies ; l’une avec Georges Bœuf, l’autre avec André Jaume. Comme pour Lucien, ce sont des hommes pour qui la musique et les sons, d’abord, sont une pratique artistique et un engagement personnel.
La musique de Retour à Marseille est faite des apports de chacun d’eux, très intimement fondus, car je ne saurais séparer l’invention et les réussites de l’instrumentiste des inventions des compositeurs. Elle est aussi, l’ayant vu s’élaborer jour après jour, ce qui pouvait combler le mieux mon attente. Je ne saurais en imaginer une autre. »

— René Allio. Présentation de la musique du film.
L'album a reçu le prix Sacem 1980 (mention spéciale du jury).

## Accueil
Guy Gauthier : « Retour à Marseille fut plutôt mal accueilli. Gaston Defferre gronda que sa ville allait encore renforcer sa réputation de foyer de violence et de délinquance ; la critique, fidèle à une antienne construite sur la base d'un brechtisme approximatif (« distanciation », que n'a-t-on pas écrit en ton nom), taxa une fois de plus Allio de froideur. Peut-être l'intrigue policière était-elle parfois déconnectée de la peinture d'une famille marseillaise frappée par le destin antique, mais retenue n'est pas froideur, ou alors Sophocle et Racine sont d'insensibles glaçons »,.